# 60 minuter
60 minuter (originaltitel: 60 Minuten) är en tysk sport- och dramafilm som hade premiär på strömningstjänsten Netflix den 19 januari 2024. Filmen är regisserad av Oliver Kienle, som även skrivit manus tillsammans med Philip Koch.

## Handling
En kampsportsutövare som inte vill förlora vårdnaden om sin dotter hoppar över en match för att hinna till hennes födelsedagsfest. Något som inte gillas av alla.

## Rollista (i urval)
- Emilio Sakraya – Octavio Bergmann
- Dennis Mojen – Paul Lehmann
- Marie Mouroum – Cosima
- Florian Schmidtke – Wnkler
- Alain Blazevic
- Ludger Bökelmann